# عصوية ذهبية شيغاوية
عصوية ذهبية شيغاوية (الاسم العلمي: Chryseobacterium shigense) هي نوع من البكتيريا، سلبية الغرام، تتبع جنس عصوية ذهبية.